# Tall at-Tamr
Tall at-Tamr – wieś w Syrii, w muhafazie Al-Hasaka. W 2004 roku liczyła 364 mieszkańców.